# Shahrestān di Dena
Lo shahrestān di Dena (farsi شهرستان دنا) è uno degli 8 shahrestān della provincia di Kohgiluyeh e Buyer Ahmad, il capoluogo è Si Sakht. Lo shahrestān è suddiviso in 3 circoscrizioni (bakhsh): 
- Centrale (بخش مرکزی)
- Pataveh (بخش پاتاوه), con la città di Pataveh.
- Kabghian (بخش کبگیان)